# オオアカゲラ

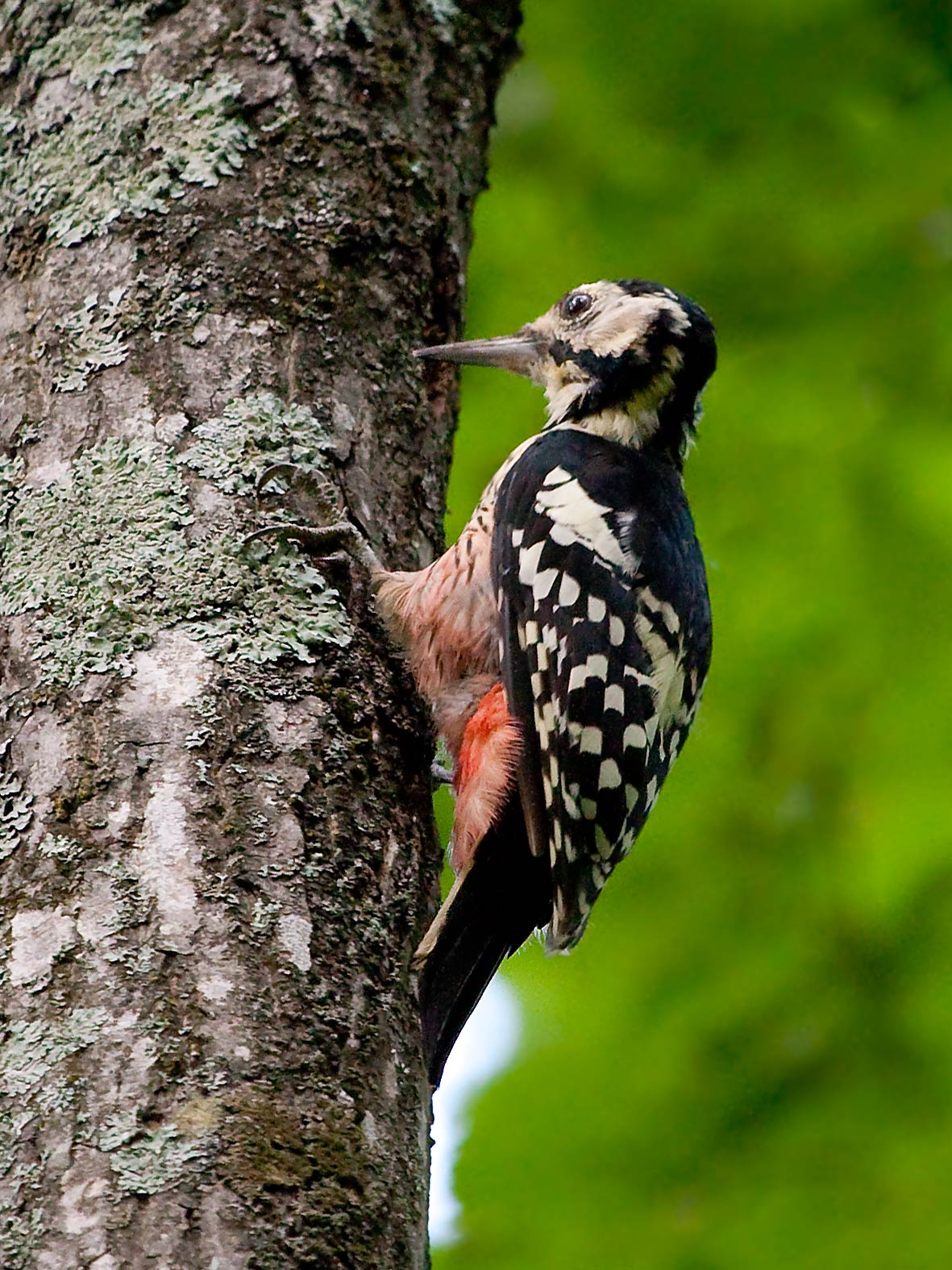
亜種エゾオオアカゲラ D. l. subcirris 雌 （北海道）

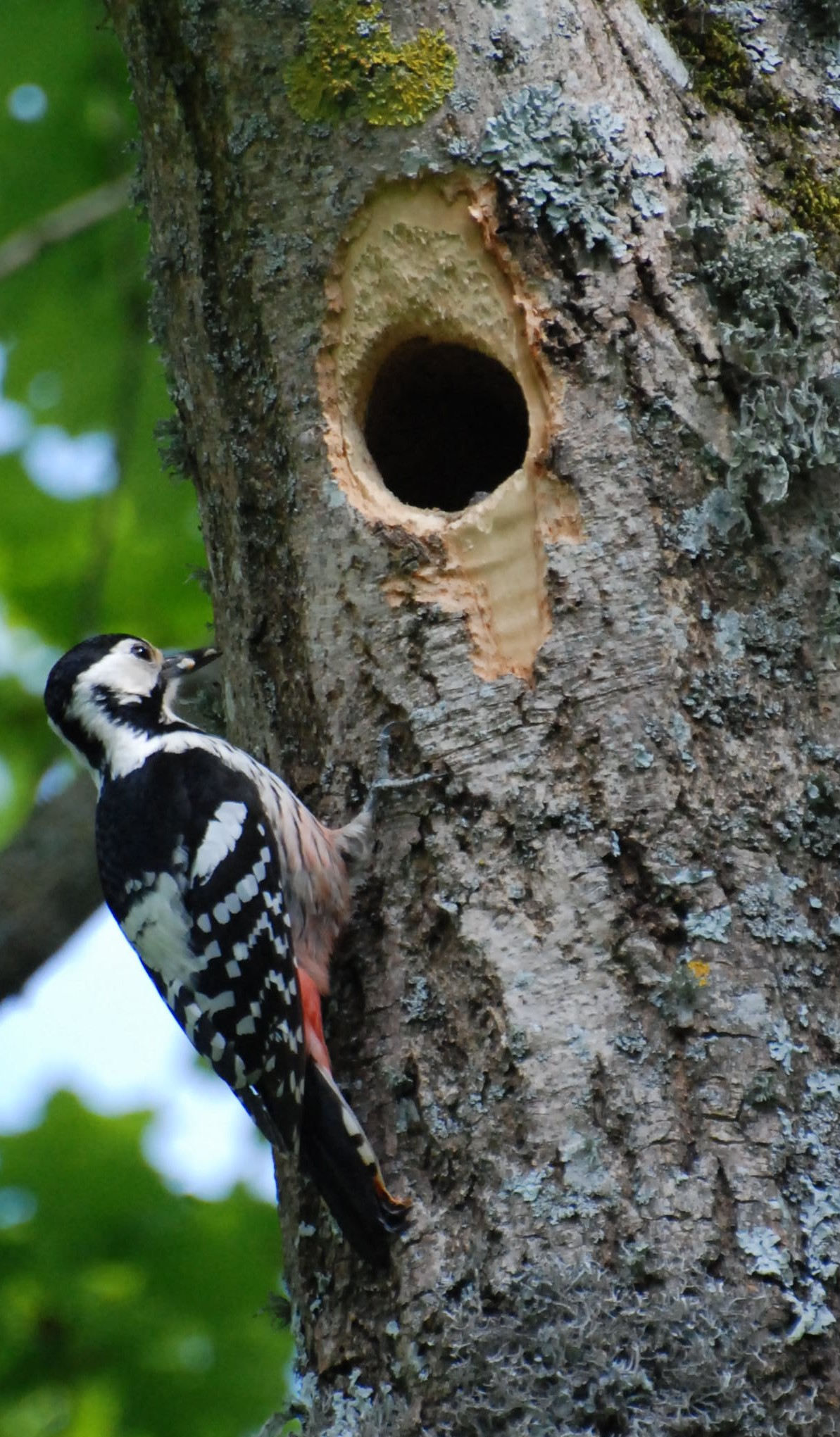
基亜種 D. l. leucotos 雌と巣
（エストニア）

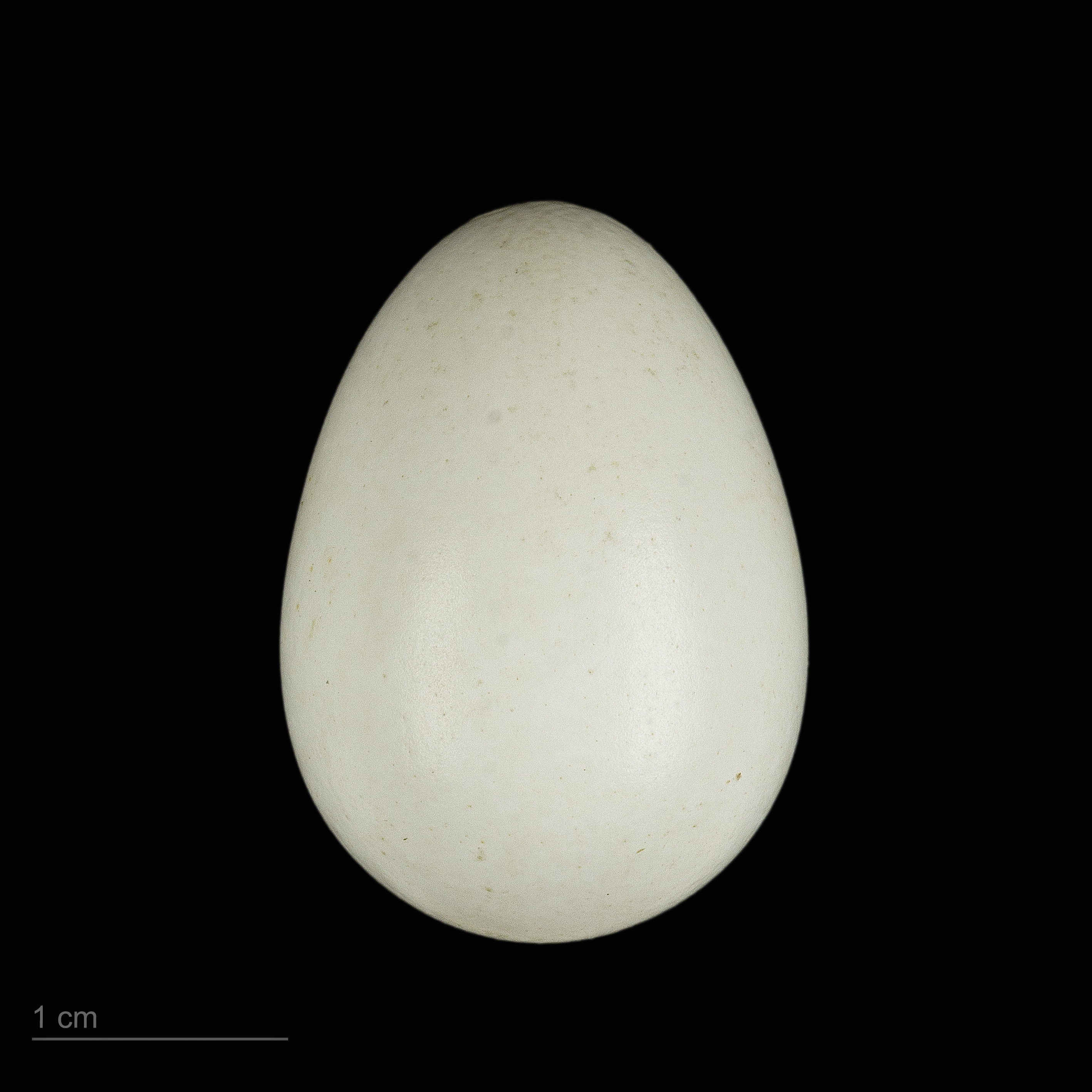
Dendrocopos leucotos leucotos

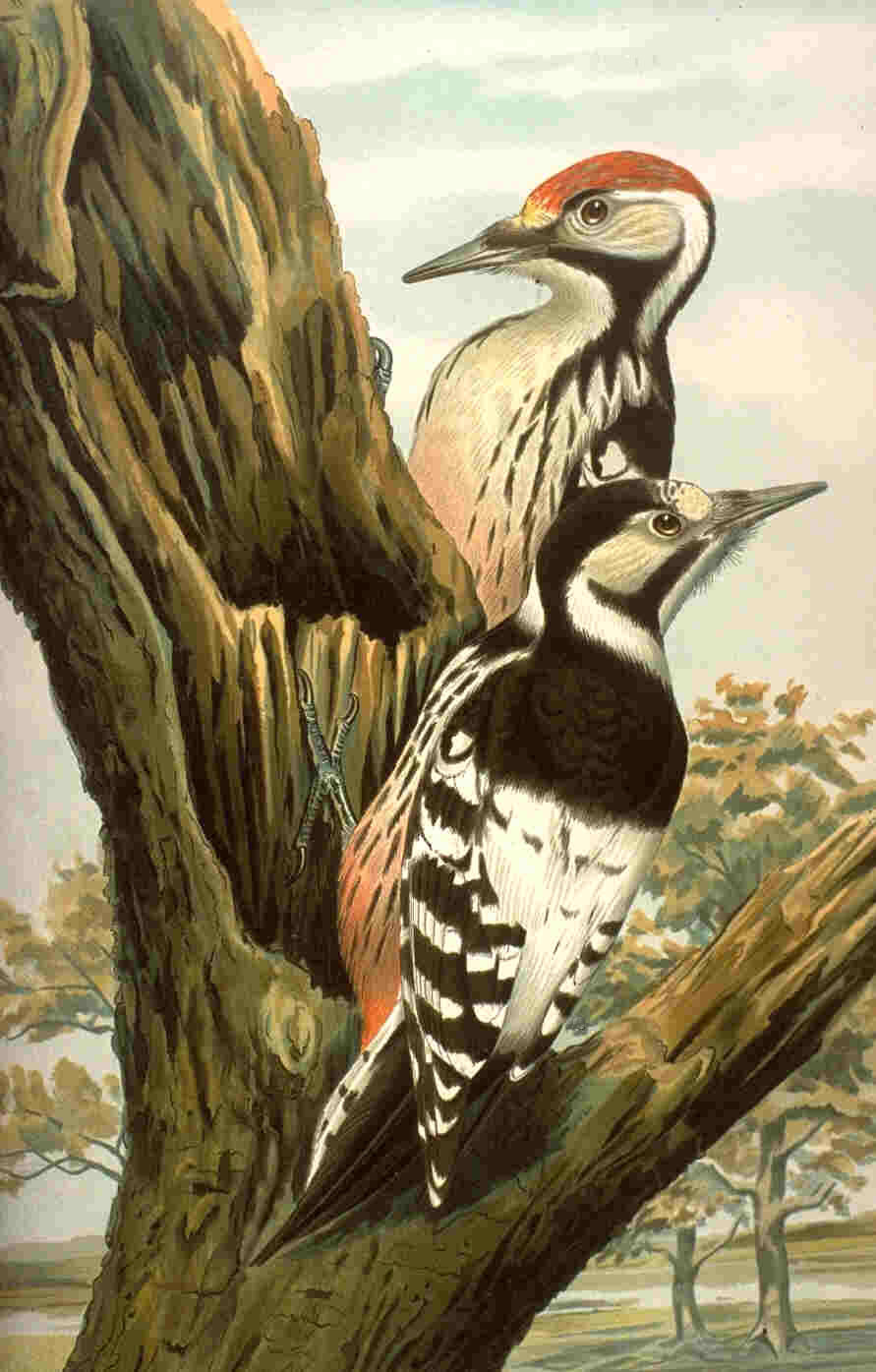
基亜種 D. l. leucotos 雌雄

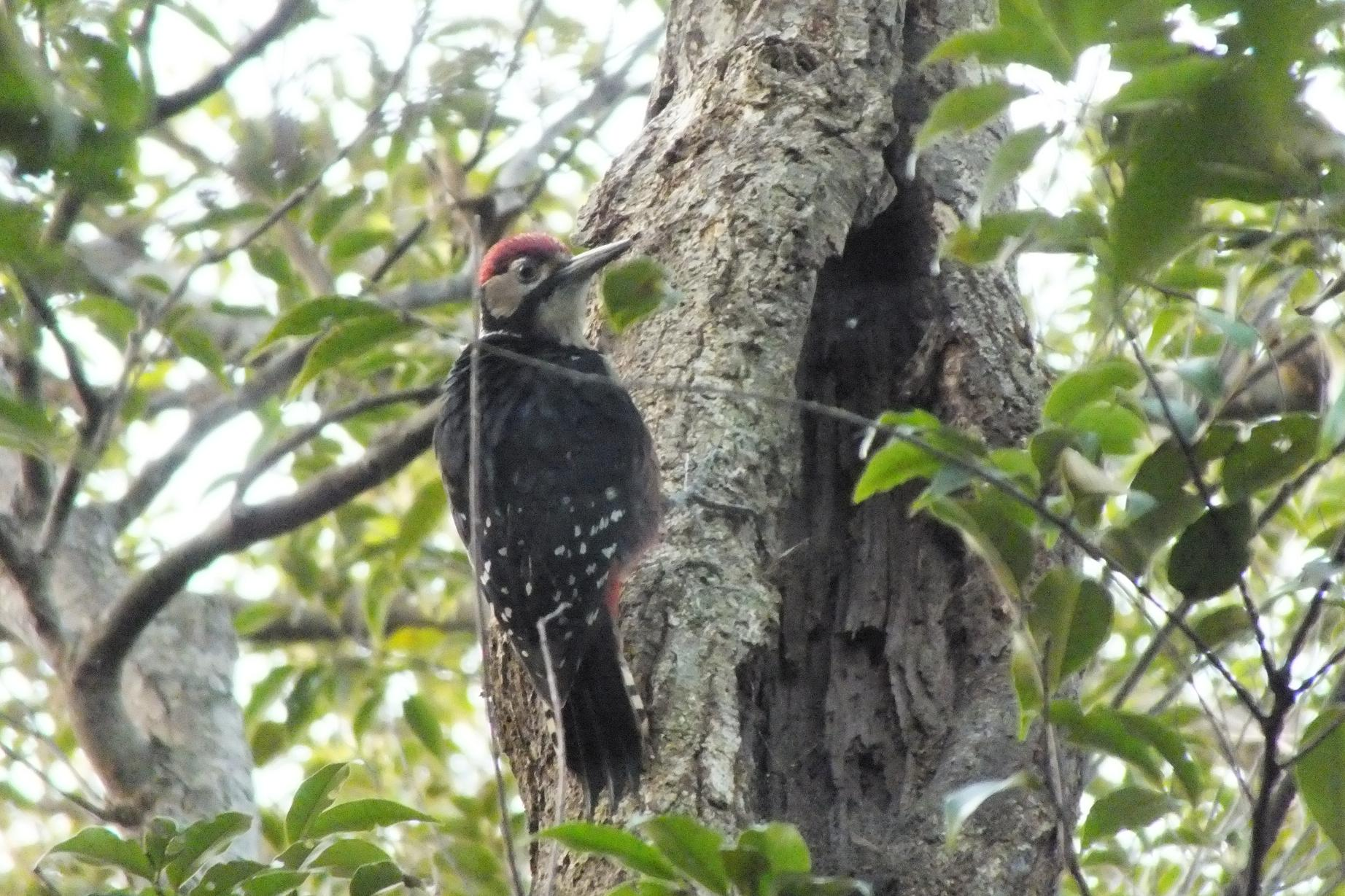
亜種「オーストンオオアカゲラ」雄

オオアカゲラ（大赤啄木鳥、Dendrocopos leucotos） は、鳥綱キツツキ目キツツキ科アカゲラ属に分類されるキツツキの1種。

## 分布
ヨーロッパ東部、スカンディナヴィア南部、コーカサス、シベリア南部、モンゴル、中国東北部、ウスリー地方、朝鮮半島、樺太、日本、台湾、中国東南部などに分布する。
アゼルバイジャン、アルバニア、アルメニア、イタリア、ウクライナ、エストニア、オーストリア、カザフスタン、ギリシャ、クロアチア、ジョージア、スウェーデン、スペイン、スロバキア、スロベニア、セルビア、大韓民国、チェコ、中華人民共和国、朝鮮民主主義人民共和国、ドイツ、トルコ、日本、ノルウェー、ハンガリー、フィンランド、フランス、ブルガリア、ベラルーシ、ボスニア・ヘルツェゴビナ、ポーランド、マケドニア、モルドバ、モンゴル、モンテネグロ、ラトビア、リトアニア、リヒテンシュタイン、ルーマニア、ロシア。
日本には、4亜種（エゾオオアカゲラ、オオアカゲラ、ナミエオオアカゲラ、オーストンオオアカゲラ）が 留鳥として周年生息する。

## 亜種
- D. leucotos leucotos (Bechstein, 1803) 基亜種 - ヨーロッパ北・中央・東部からアジア北東部、朝鮮、樺太[2]。
- D. leucotos lilfordi (Sharpe & Dresser, 1871) - ピレネー山脈からアムール川、コーカサスおよび南コーカサス[2]。
- D. leucotos tangi (Cheng, 1956) - 中国西部（四川省）[2]。
- D. leucotos subcirris (Stejneger, 1886) 亜種エゾオオアカゲラ - 南千島[3]、北海道[2]。
- D. leucotos stejnegeri (Kuroda, 1921) 亜種オオアカゲラ - 本州北部[2]・中部[3]
- D. leucotos namiyei (Stejneger, 1886) 亜種ナミエオオアカゲラ - 本州中部・南西部[3]、四国、九州、済州島[2]。
- D. leucotos takahashii (Kuroda & Mori, 1920) - 鬱陵島[2]。
- D. leucotos owstoni (Ogawa, 1905) 亜種オーストンオオアカゲラ - 奄美大島[2]。
- D. leucotos fohkiensis (Buturlin, 1908) - 中国南東部の山地（福建省）[2]。
- D. leucotos insularis (Gould, 1863) - 台湾[2]。

## 形態
全長28cm (25-30cm)、翼開長49cm。和名はアカゲラよりも大型であることに由来する。上面は黒い羽毛で覆われ、白い横縞状になる。体側面には黒い縦縞が入る。腹部や尾羽基部の下面（下尾筒）はやや赤味がかかる。
虹彩は暗赤色。嘴はやや長い（嘴峰長3.7-4.3cm）。嘴や足の色彩は暗灰色。
雄の成鳥は頭頂が赤い羽毛で覆われる。雌の成鳥は頭頂が黒い羽毛で覆われる。幼鳥は頭頂が暗赤色の羽毛で覆われる。
- D. l. subcirris  亜種エゾオオアカゲラ

上面の白斑がやや大きく、下面はより白色みを帯びる。
- D. l. owstoni 亜種オーストンオオアカゲラ

上面は黒色部が多くて白斑が少なく、下面は暗褐色みを帯びる。

## 生態
枯木の多い落葉広葉樹林や針葉樹林、針広混合林に生息する。群れは形成せず、単独やペアで生活する。繁殖期には縄張りを形成する。
食性は雑食で、昆虫（甲虫類の幼虫）、節足動物、陸棲の貝類、果実、種子などを食べる。樹上で採食を行うが、冬季になると地表で採食を行うこともある。繁殖には主に昆虫を食べ、雛にも昆虫を与える。冬季になると主に果実や種子を食べる。
大木の幹に入口直径6-7cm、深さ約40cmの穴を空けた巣に、日本では4-5月に1回に3-5個の白色無斑の卵を産む。雌雄交代で抱卵し、抱卵期間は11-16日。雛は孵化してから24-28日で巣立つ。
鳴き声は、キョッ、キョッ。ドラミング音はアカゲラよりも大きい。

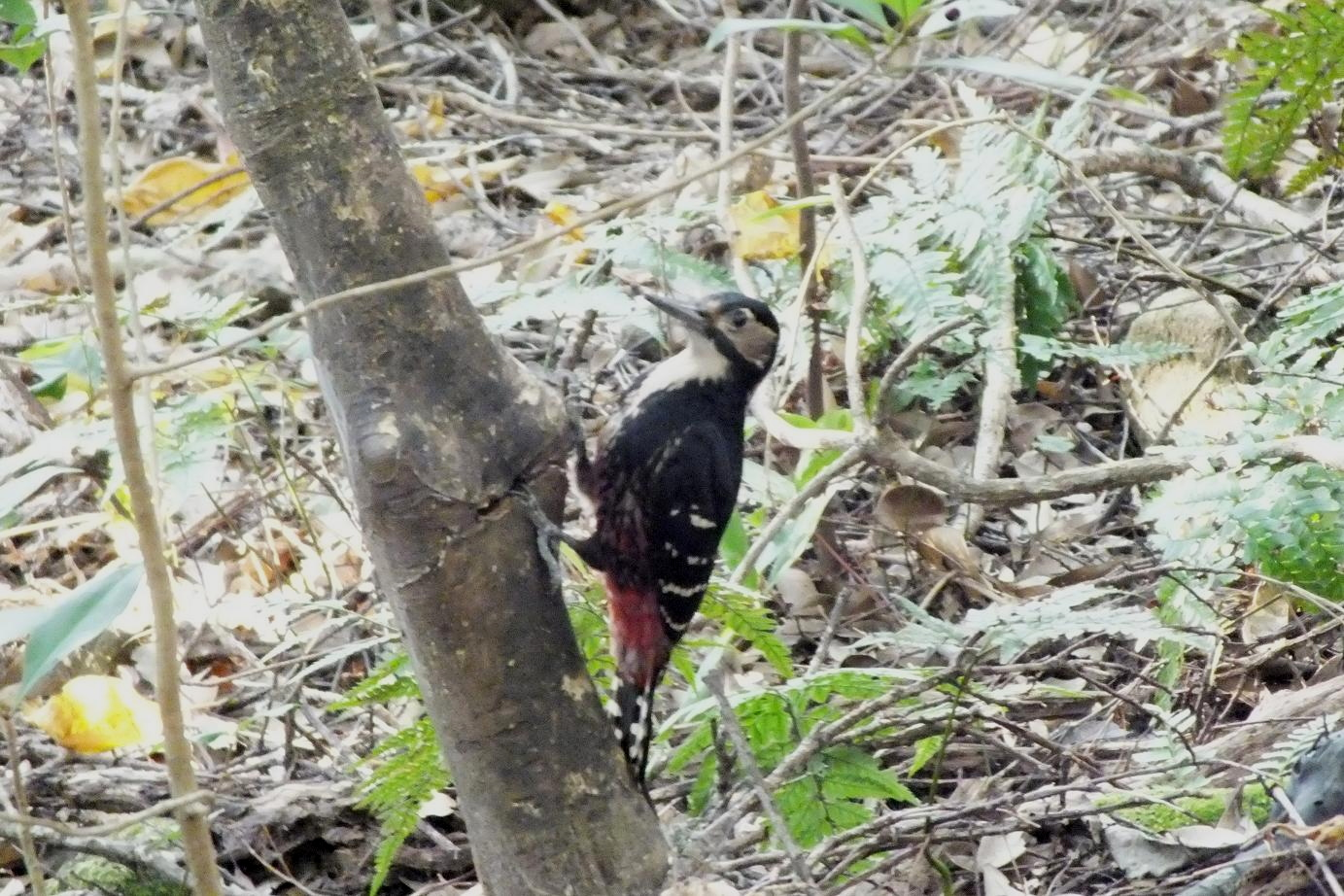
亜種「オーストンオオアカゲラ)雌

## 人間との関係
亜種オーストンオオアカゲラの亜種小名 owstoni は、本亜種の標本を提供したアラン・オーストンへの献名。
開発による生息地の破壊などにより生息数が減少している。日本では亜種オーストンオオアカゲラが1971年に国の天然記念物、1993年に種の保存法の施行により国内希少野生動植物種に指定されている。
D. l. owstoni オーストンオオアカゲラ
絶滅危惧II類 (VU)（環境省レッドリスト）

## ギャラリー
- 亜種エゾオオアカゲラ 雄
- 亜種エゾオオアカゲラ 雌
- オオアカゲラ 雌